# Amphionidacea
Amphionidacea zijn een monotypische orde van kreeftachtigen die behoren tot de klasse Malacostraca.

## Beschrijving
De enige bekende soort van de orde, Amphionides reynaudii, bezit een vergrote cephalothorax die bedekt wordt door een dun, bijna membraanachtige carapax die ook alle thoracopoden omhuld. De eerste antenne is tweetakkig met een duidelijk flagellum. Ook de tweede antenne is tweetakkig, maar hier vormt de exopodiet (buitenste tak) een grote scaphoceriet. De mandibel is rudimentair. De thoracopoden zijn tweetakkig met een zeer korte endopodiet (binnenste tak). Het eerste paar is omgevormd tot een functionele maxillipede en bij vrouwtjes ontbreekt het laatste paar.
Het dorsaal, in het achterste deel van de thorax geplaatste hart, is goed ontwikkeld. Bij vrouwtjes lopen eileiders van de eierstokken in de hartstreek tot de genitale poriën in de zesde thoracopoden.
Het pleon (abdomen) bestaat uit zes segmenten. Er zijn vijf paar pleopoden waarbij het eerste paar bij vrouwtjes sterk verlengd en afgeplat is en waarschijnlijk samen met de carapax een marsupium (broedbuidel) vormt (Schram, 1986). Eén paar goed ontwikkelde uropoden zijn tweetakkig en de endopodiet bevat geen statocyst. Telson is aanwezig en niet vergroeid met het pleon.

## Taxonomie
- Familie Amphionididae - Holthuis, 1955
  - Geslacht Amphionides - Zimmer, 1904
    - Amphionides reynaudii - (Milne-Edwards, 1833)[2]